# Ramazan Tekin
Ramazan Tekin (Smirne, 27 luglio 1993) è un cestista turco.